# Balduíno I de Jerusalém
Balduíno I (c. Década de 1060 – Alarixe, 2 de Abril de 1118) foi um dos líderes da Primeira Cruzada, tendo-se tornado no primeiro Conde de Edessa (1098-1100) e no segundo governante de Jerusalém, sucessor do seu irmão Godofredo de Bulhão, e o primeiro com o título de rei da Cidade Santa.
O cronista Fulquério de Chartres descreveu-o como um novo Josué, "o braço direito do seu povo, o terror e adversário dos seus inimigos". Apesar de não o ter conhecido pessoalmente como Fulquério, Guilherme de Tiro comentou que era semelhante ao rei Saúl. Numa tradução livre deste último:
| “ | Conta-se que era muito alto e muito mais encorpado que o seu irmão… Era bastante claro de pele, com cabelo castanho-escuro e barba. O seu nariz era aquilino e o lábio superior um pouco proeminente. A mandíbula ligeiramente recuada, mas não tanto que se pudesse considerar um defeito. Era digno de porte e sério no vestir e no falar. Sempre vestia um manto sobre os ombros… Não era gordo nem excessivamente magro, mas de um estilo médio de corpo. Perito no uso das armas, ágil a cavalo, era activo e diligente sempre que os assuntos do reino o chamavam. | ” |

## Primeiros anos
Balduíno foi o terceiro filho do conde bolonhês Eustácio II (do condado que no século XIII esteve nas mãos de D. Afonso III de Portugal) com Ida de Lorena (filha de Godofredo, duque da Lorena). Estava originalmente destinado que a herança do seu pai passasse para o primogénito Eustácio III de Bolonha, e a herança materna, na Lorena, para o segundo filho Godofredo de Bulhão. Sendo o irmão mais novo, Balduíno foi encaminhado para a carreira eclesiástica, no que podia auxiliar as pretensões dos irmãos, mas que abandonou a c.1080.
De acordo com o cronista das cruzadas Guilherme de Tiro, que escreveu depois da morte deste cruzado e não o conheceu pessoalmente: "na sua juventude, Balduíno foi bem acolhido nos estudos liberais. Diz-se que se tornou clérigo e, devido à sua linhagem ilustre, foram-lhe concedidas honrarias e rendimentos nas igrejas de Reims, Cambraia e Liège".
Depois viveu na Normandia, onde se casou com Godeilda de Tosny, filha de Raul de Conches, de uma nobre família anglo-normanda, e anteriormente noiva de Roberto de Beaumont, 1.º Conde de Leicester.  Balduíno voltou à Lorena para tomar controlo do Condado de Verdun, anteriormente propriedade de Godofredo.

## Primeira Cruzada
Em 1096, Balduíno tomou a cruz, com a sua esposa Godeilda os seus irmãos Godofredo e Eustácio, vendendo a maioria das suas propriedades à Igreja para poder pagar as despesas da empresa. Este foi o segundo movimento da Primeira Cruzada, ou a Cruzada dos Nobres, tendo ocorrido anteriormente a fracassada Cruzada Popular, que por onde passara na Europa causara muita destruição e fora aniquilada na Ásia Menor.

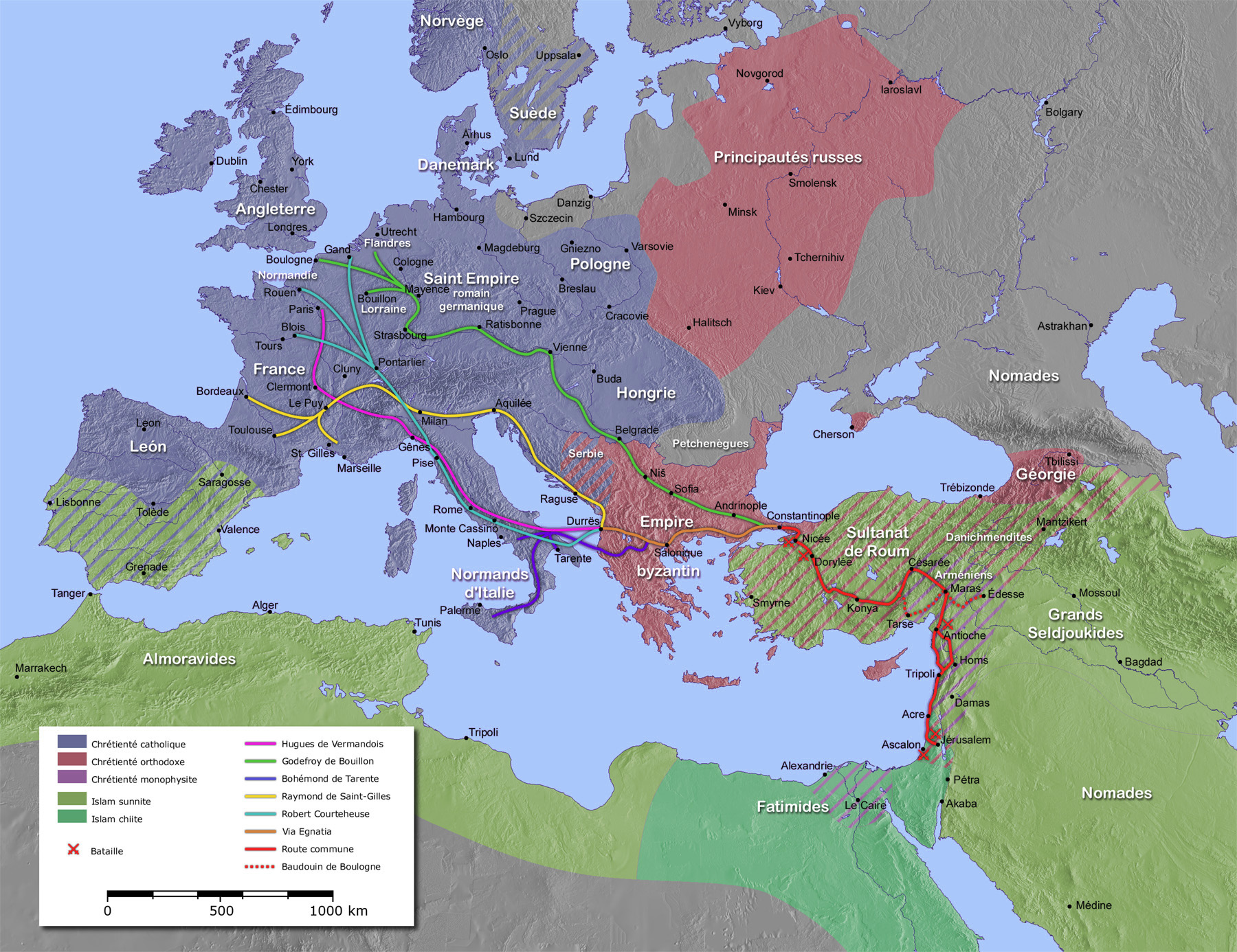
Rotas dos líderes da Primeira Cruzada. Balduíno seguiu o seu irmão Godofredo de Bulhão no trajecto marcado a verde e a partir de Constantinopla, a vermelho

Quando Godofredo passou pela Hungria, o rei Colomano da Hungria exigiu um refém para garantir a conduta correcta dos cruzados, e Balduíno ficou em poder dos húngaros até os seus companheiros saírem deste território. Depois de entrar nos domínios do Império Bizantino, houve algumas escaramuças com os gregos, que também tinham sido vítimas da Cruzada Popular. Balduíno comandou um destacamento que capturou uma ponte nas proximidades de Constantinopla.
Depois de alcançar esta cidade, os líderes não conseguiram evitar que as suas forças pilhassem os territórios vizinhos, e o imperador Aleixo I Comneno foi forçado a ceder um refém aos cruzados para repôr a paz. O escolhido foi o seu filho e futuro imperador João II Comneno, que foi confiado a Balduíno. De acordo com Ana Comnena filha e historiadora de Aleixo, Balduíno repreendeu um dos seus soldados quando este ousou se sentar no trono de Aleixo em Constantinopla.
Balduíno acompanhou os irmãos até Heracleia Cibistra, na Ásia Menor, onde se separou do exército principal, acompanhado de Tancredo de Altavila, em direcção à Cilícia. Tancredo pretenderia tomar terras no Oriente para estabelecer um domínio seu, e Balduíno pode ter tido o mesmo objectivo. Durante a sua ausência, Godehilde (ou Godvera) adoeceu e morreu em Marach (actual Kahramanmaraş), o que significava que o agora viúvo não podia contar com o apoio dos domínios da falecida esposa. Alguns historiadores sugerem que toda a estratégia do cruzado se alterou a partir desse momento, outros que as suas intenções antecederam este momento.
Em Setembro de 1097, Balduíno tomou Tarso a Tancredo e instalou as suas forças na cidade, com o auxílio de uma frota de piratas comandada por Guynemer de Bolonha. Os exércitos de Tancredo e Balduíno estiveram em conflito durante algum tempo em Mamistra (a antiga Mopsuéstia), nos arredores de Adana), mas nunca chegaram a uma guerra aberta, tendo o primeiro continuado a sua marcha para Antioquia. Depois de se juntar ao exército principal em Marach, Balduíno recebeu o convite de um arménio chamado Pancrácio, e seguiu para leste, em direcção ao  rio Eufrates, onde tomou a fortaleza de Turbessel (actual Tilbeşar).

## Conde de Edessa

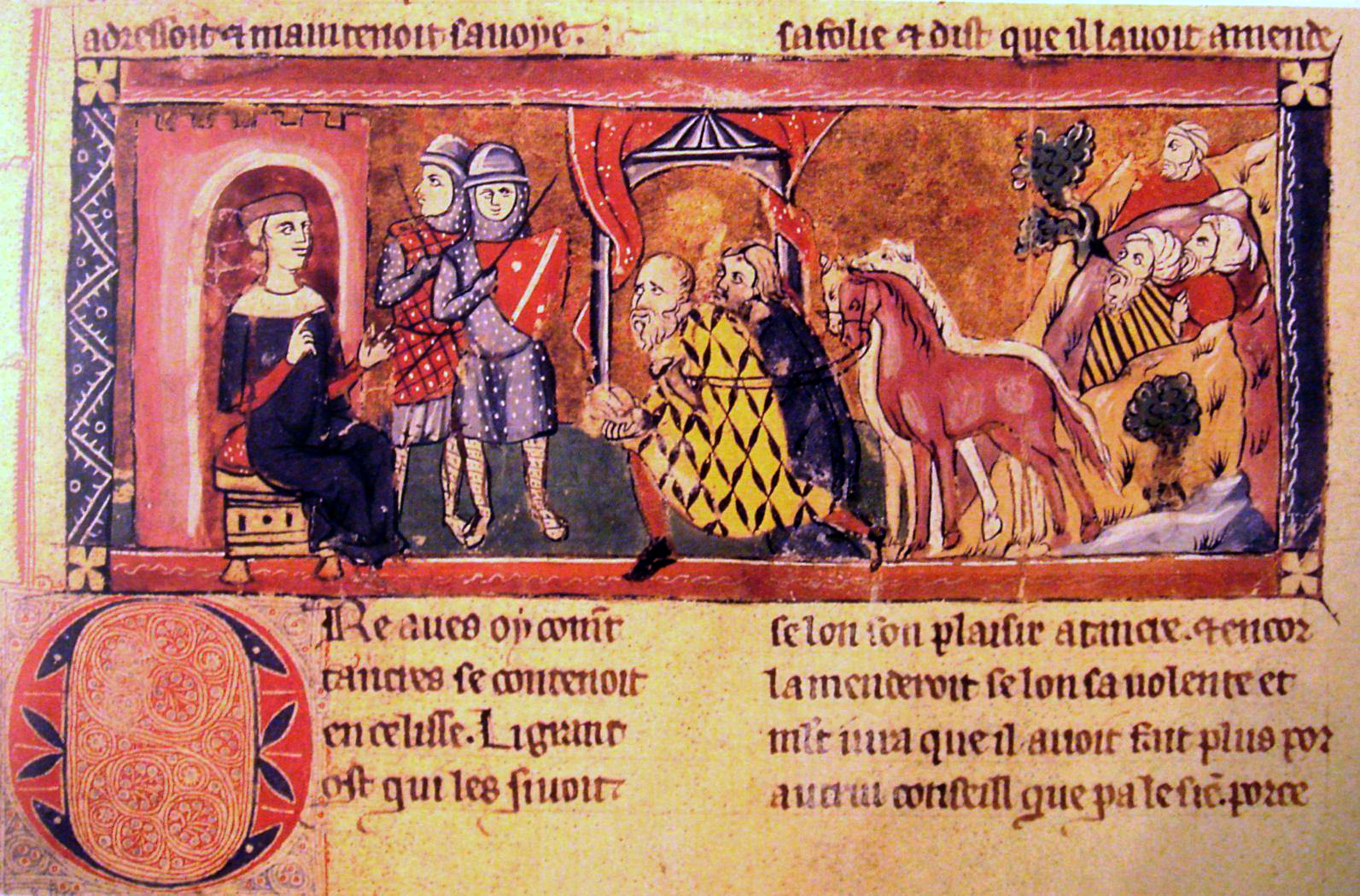
Balduíno de Bolonha e os arménios (iluminura da crónica de Guilherme de Tiro, 1286)

Entretanto Balduíno recebeu outro convite, desta vez de Teodoro de Edessa. Nas últimas décadas Edessa passara das mãos do Império Bizantino para os arménios, depois para os turcos seljúcidas e por fim de volta aos arménios, liderados por Teodoro. Este resistia aos ataques seljúcidas com dificuldade e por isso decidiu procurar auxílio nos cruzados.
Chegado a Edessa, Balduíno impôs-se pouco a pouco, depois ameaçou partir para se juntar aos restantes cruzados e obrigou Teodoro de Edessa a adoptá-lo como filho e herdeiro. Teodoro professava a fé cristã ortodoxa grega, em conflito com a ortodoxia arménia dos seus súbditos.

Mapa político do Próximo Oriente em 1135 com os estados cruzados

Pouco depois, a 9 de Março de 1098, Teodoro foi assassinado, desconhecendo-se se Balduíno esteve envolvido no assunto. Seja como for sucedeu-o, depois de asfixiar uma conspiração de alguns súbditos arménios. Tomando o título de conde de Edessa, uma vez que já era conde de Verdun, prestou vassalagem ao seu irmão Godofredo de Bulhão, governante de Jerusalém.
Durante os dois anos em que esteve à frente do condado, o bolonhês funcionou como embaixador entre os cruzados e os arménios e tomou Samósata (actual Sansate, na Turquia) e Seruje (Sarórgia) aos muçulmanos. Durante o cerco de Antioquia enviou dinheiro e mantimentos ao exército cruzado, apesar de não participar pessoalmente na acção militar.
Querboga, o governador de Moçul, avançava para auxiliar essa cidade, mas antes parou em Edessa, que cercou durante três semanas, não conseguindo tomar a cidade. Mais tarde seria derrotado em Antioquia, onde Boemundo de Taranto estabeleceria o seu principado. Ainda no mesmo ano Balduíno conseguiu consolidar o seu poder para se juntar ao seu irmão Godofredo no cerco a Azaz (na actual Síria), onde derrotaram as forças do governante de Alepo.
Balduíno visitou Jerusalém no final do ano de 1099, juntamente com Boemundo I de Antioquia, mas voltou para Edessa em Janeiro de 1100. Auxiliou os cristãos cercados em Melitene (actual Malátia, capital da província homónima da Turquia), onde Boemundo foi capturado pelos turcos danismêndidas, e recebeu a vassalagem do governante arménio da cidade, Gabriel de Melitene.
Em Edessa os francos criaram boas relações com os seus súditos arménios, e houve vários casamentos entre os dois grupos — os três primeiros condes casar-se-iam com mulheres arménias. Balduíno I  casou-se com Arda, filha de Teodoro de Marache, um nobre local. Para as boas relações com os arménios, Balduíno ainda teve o mérito de repelir os turcos com eficácia, o que lhe permitiu aumentar os seus domínios até ao rio Eufrates. Tencionava estender o condado até Diarbaquir e depois Moçul, mas no ano 1100 chegou a notícia da morte de Godofredo de Jerusalém.

## Rei de Jerusalém

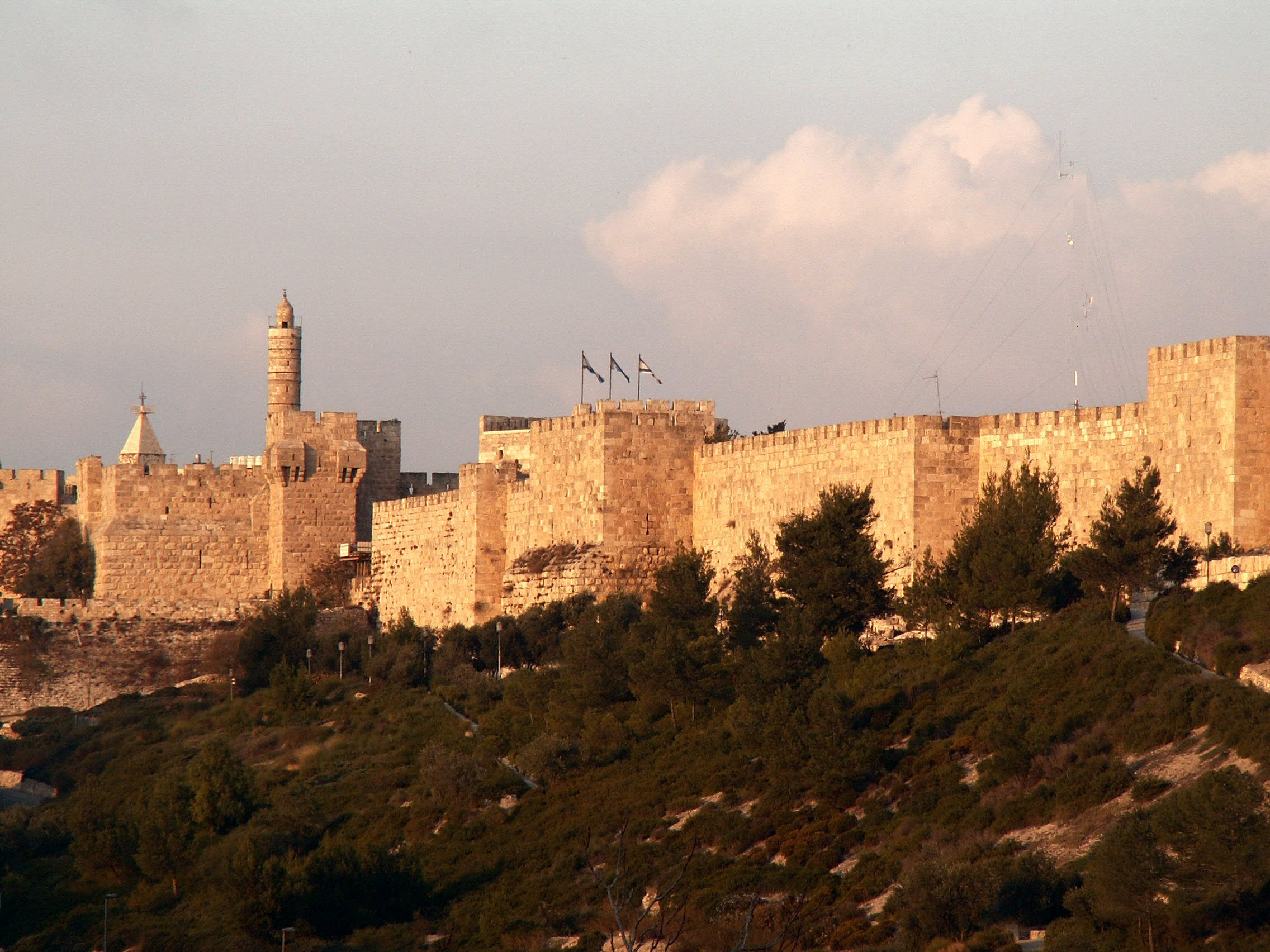
Muralhas da cidade histórica de Jerusalém na actualidade

Depois da morte de Godofredo de Bulhão em Julho de 1100, Balduíno foi convidado para suceder ao irmão em uma monarquia secular, concedendo o Condado de Edessa ao seu primo Balduíno de Bourcq. A caminho da Cidade Santa foi emboscado por forças seljúcidas de Damasco nas proximidades de Beirute. Vencida essa batalha, chegou a Jerusalém no início de Novembro do mesmo ano.
Eleito rei, Balduíno voltou a enfrentar o seu rival Tancredo da Galileia, bem como o novo Patriarca Latino de Jerusalém, Dagoberto de Pisa, que pretendia estabelecer um estado teocrático ainda durante a vida de Godofredo. Uma questão ainda mais vital era que o novo estado só possuía um porto, em Jafa, estando os restantes portos da Palestina nas mãos do Califado Fatímida do Egito. Este era um grave problema para uma colónia que só se podia comunicar com o resto da cristandade por mar.
A primeira tarefa de Balduíno foi então assegurar o controlo do litoral, que orientaria as suas acções militares até à tomada de Sidom em 1110. Simultaneamente, teve que enfrentar vários ataques dos fatímidas e  dos abássidas. Assim que chegou, Balduíno partiu em expedição contra o território egípcio a sul e só voltou no final do mês de Dezembro. No dia de Natal foi coroado primeiro rei de Jerusalém pelo próprio patriarca, que entretanto abandonara a sua estratégia de oposição, apesar de se recusar a coroar Balduíno em Jerusalém. Deste modo, a cerimónia teve lugar em Belém.

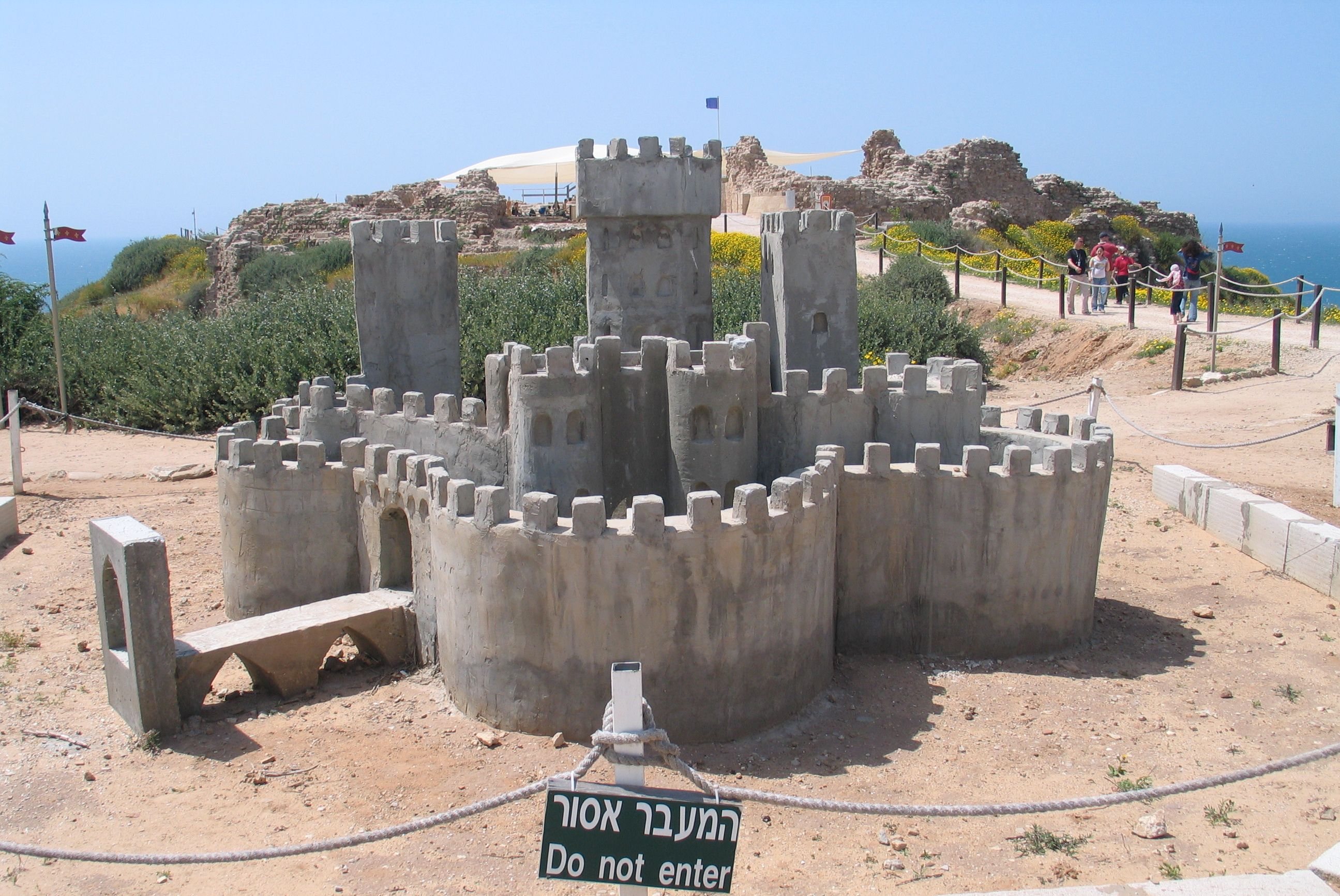
Reconstrução em miniatura da fortaleza cruzada de Apolônia (chamada pelos cristãos de Arçur ou Arçufe)

Mas o conflito de poder entre a Igreja e o estado continuava. Na Primavera de 1101 Balduíno suspendeu Dagoberto com a ajuda de um legado papal. No final desse ano voltaram a desentender-se sobre a contribuição do patriarcado para a defesa da Terra Santa, e Dagoberto acabou por ser deposto em 1102.
Em 1101 Balduíno tomou Apolônia e Cesareia Palestina com a ajuda de uma frota genovesa. Como contrapartida cedeu a estes lugares de comércio nestas cidades, e estabeleceu um arcebispado em Cesareia. Apesar de Balduíno vencer ou egípcios na batalha de Ramla em Setembro, em Jerusalém pensava-se que os cruzados tinham sido derrotados e Balduíno assassinado. Tancredo preparava-se para assumir a regência quando chegou a notícia da vitória cristã.
No ano seguinte travou-se outra batalha em Ramla, com os sobreviventes da chamada Cruzada de 1101 (uma expedição que partiu depois da Cruzada dos Nobres): conde Estevão II de Blois, Guilherme IX da Aquitânia e Hugo VI de Lusignan. Desta vez a vitória foi egípcia; Balduíno perdeu a maioria do seu exército mas conseguiu escapar e voltar para Apollonia a cavalo. Este feito foi invulgar, uma vez que nesta época e nas condições das cruzadas, muitos cavalos morriam, talvez por isso o nome do cavalo, Gazala, chegou aos nossos dias.
Não querendo arriscar-se a sair dessa cidade, temendo ser aprisionado pelos egípcios, combinou o seu transporte marítimo para Jafa com o pirata inglês Goderico de Finchale, e daí em segredo para Jerusalém. Mas os seus inimigos ainda se encontravam na região, pelo que Balduíno voltou a enfrentá-los, e a vencê-los, nos arredores de Jafa.

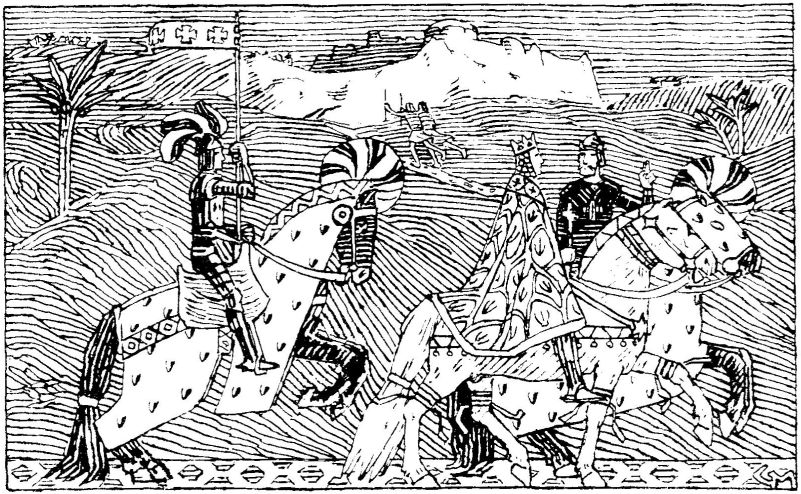
Os reis Balduíno I de Jerusalém e Sigurdo I da Noruega cavalgando até ao rio Jordão (ilustração de Gerhard Munthe, 1899)

Em 1103 o rei de Jerusalém cercou a cidade de São João de Acre, mas a cidade resistiu com a ajuda de uma frota egípcia. No mesmo ano teve de pagar o resgate de Boemundo I de Antioquia, aprisionado pelo emir de Sivas, para retirar o seu rival Tancredo da Galileia da regência do Principado de Antioquia. No ano seguinte Acre foi conquistada, com a ajuda de uma frota genovesa, e em 1105 Balduíno venceu uma nova batalha em Ramla.
Acampado junto às muralhas de Trípoli em 1109, funcionou como arbitrador de uma disputa entre o seu vassalo Bertrando de Tolosa e Guilherme-Jordão da Cerdanha, vassalo de Tancredo, pela posse do Condado de Trípoli. Pouco tempo depois, com a conquista cidade e a morte de Guilherme-Jordão, este condado reconheceria também a sua suserania directa. No ano seguinte Beirute foi anexada aos territórios de Jerusalém, mas uma vez com a ajuda dos genoveses. Depois Balduíno foi ajudar Edessa a norte, cercada por muçulmanos de Moçul. No regresso à capital, e com a ajuda do rei Sigurdo I da Noruega, Sidom foi conquistada.
Balduíno reencontrou-se com Tancredo da Galileia em 1111, para juntos conquistarem Xaizar, na Síria. Depois cercou Tiro mas a cidade resistiu. Em 1113 os cristãos enfrentaram uma poderosa invasão das forças combinadas de Damasco e Moçul. Com o reino quase perdido, foi socorrido por reforços do Principado de Antioquia e pela chegada de novos peregrinos da Europa.

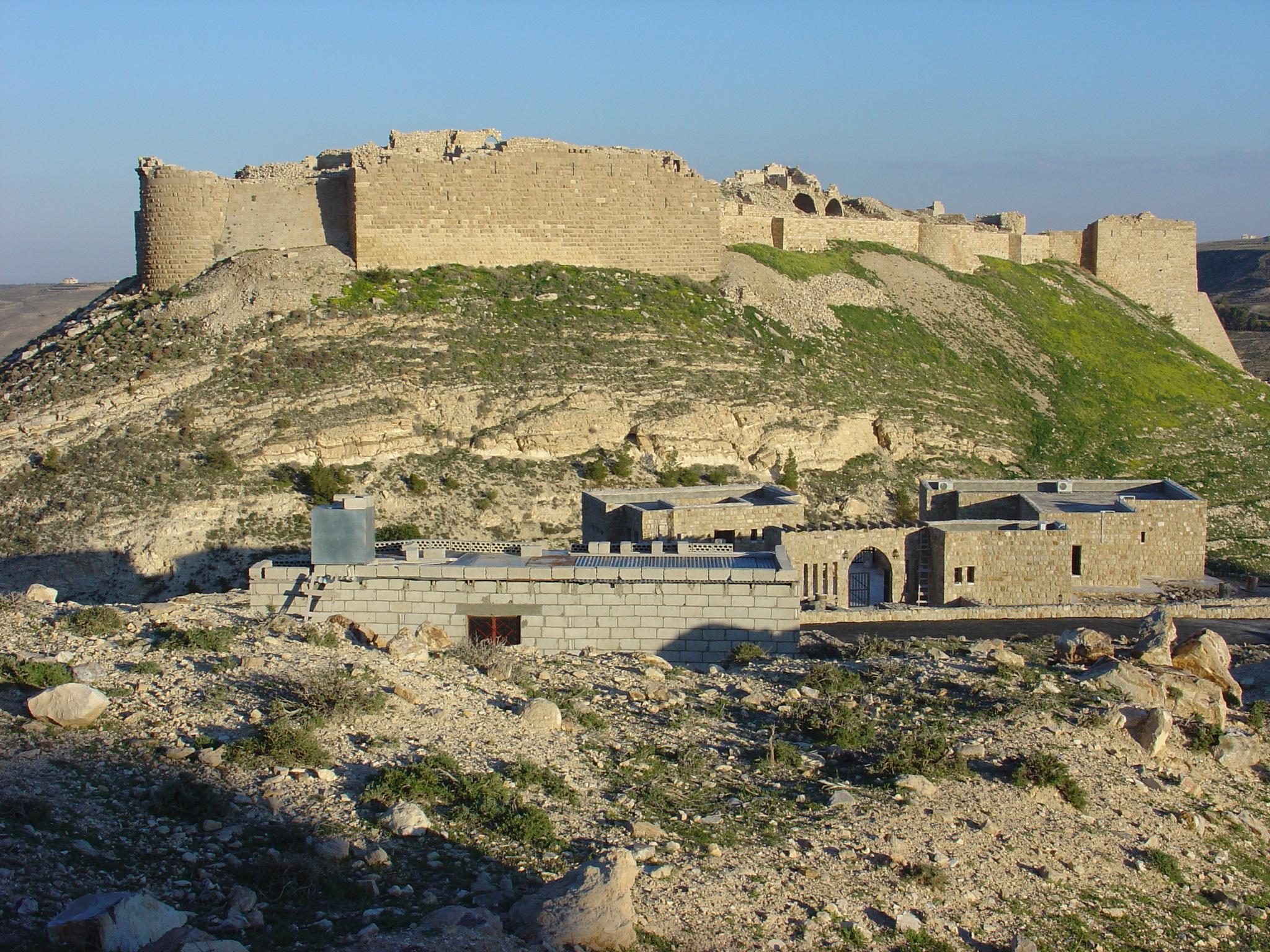
Ruínas do castelo Krak de Montreal na actual Jordânia

Nesse mesmo ano Balduíno casou-se com Adelaide del Vasto, depois de ter abandonado a sua esposa Arda da Arménia em 1108. O pretexto dessa separação foi a infidelidade de Arda ou, segundo o historiador beneditino Guiberto de Nogent, o seu estupro por piratas a caminho da Cidade Santa. No entanto, parece mais provável que Arda simplesmente não tinha utilidade política em Jerusalém que, ao contrário de Edessa, não tinha população arménia. Já Adelaide trouxe um dote considerável ao tesouro do reino e a preciosa ajuda dos sicilianos.
Segundo o contrato nupcial, se Balduíno e a sua nova esposa não gerassem descendência, o herdeiro do reino seria Rogério II da Sicília, filho de Adelaide com o seu primeiro marido, Rogério I da Sicília. De facto, este casamento era bígamo, uma vez que Arda ainda estava viva, em clausura num mosteiro em Jerusalém, o que provocou problemas ao rei e ao patriarca Arnulfo de Chocques, que sancionara a união. A vida íntima de Balduíno foi controversa. Depois de abandonar Arda e de se casar com Adelaide, suspeitou-se que era homossexual, uma vez que não teve quaisquer filhos com as suas três esposas. Guilherme de Tiro escreveu que o rei "lutava em vão contra os pecados lascivos da carne".
Em 1115 Balduíno liderou uma expedição aos territórios a leste do rio Jordão e construiu o castelo Krak de Montreal na actual Jordânia. Os cristãos sírios que viviam na área foram convidados a se estabelecerem em Jerusalém para ajudarem a repopular o reino, vítima de massacres em 1099. Em 1117 construiu um castelo junto à cidade de Tiro, que se mantinha em poder dos muçulmanos.

## Morte

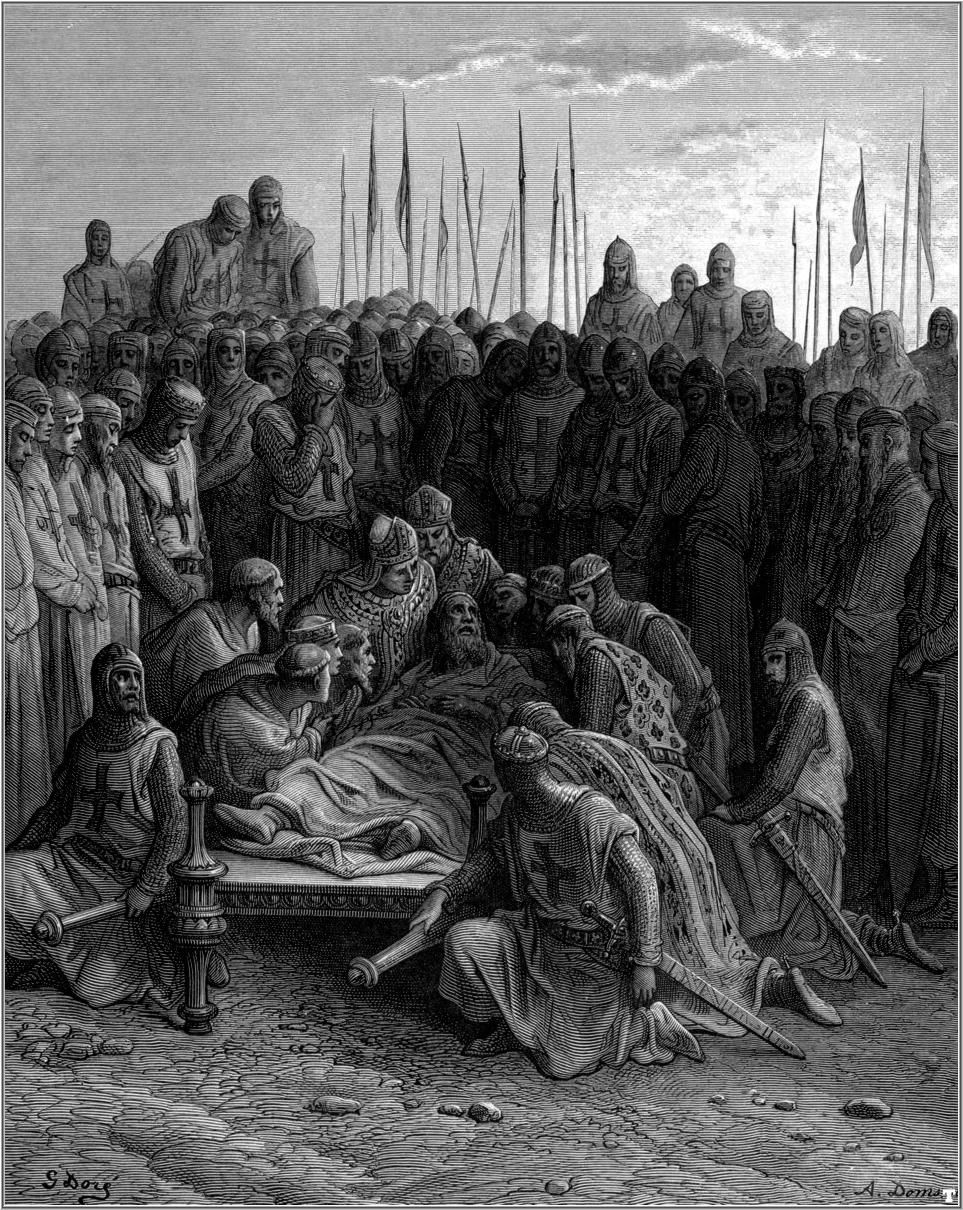
Morte de Balduíno I (Gustave Doré)

No ano de 1117 Balduíno adoeceu. Convencido que estava a ser castigado pelo seu casamento bígamo com Adelaide, enviou a esposa de volta para a Sicília. O rei recuperou a saúde e em 1118 avançou sobre o Egito, pilhando Farama (a cidade de Pelúsio no delta do Nilo, do tempo da República Romana, onde Pompeu foi assassinado). Segundo o historiador oitocentista Thomas Fuller, Balduíno "apanhou muitos peixes, e a sua morte ao comê-los".
Balduíno foi levado de volta a Jerusalém em uma liteira, mas morreu a caminho, na aldeia de Alarixe (no actual província egípcio de Sinai do Norte) a 2 de Abril de 1118. Fulquério de Chartres contou que "Os francos choraram, os sírios e até os the sarracenos que viram se lamentaram". Para seu sucessor seria escolhido o seu primo Balduíno II, apesar de o reino ter sido oferecido a Eustácio III de Bolonha, que hesitou demasiado tempo para aceitar.